# همرفت طبیعی
همرفت طبیعی (به انگلیسی: Natural Convection) گونه‌ای از جریان، حرکت مایعات مانند آب یا گازها مانند هوا، است که در آن حرکت مایع توسط بخش‌هایی از آن که از چگالی بیشتری برخوردارند و نه منبعی خارجی همانند پمپ، پره، دستگاه مکش و غیره ایجاد می‌شود. همرفت طبیعی در بیشتر موارد منجر به «گردش طبیعی»، توانایی گردش مایع در سامانه به‌طور مداوم، با گرانش و تغییرات احتمالی در انرژی گرمایی، می‌شود. گرانش نیروی محرک همرفت طبیعی است. برای نمونه اگر یک لایه هوای متراکم سرد در بالای هوای گرمتر و کم‌تراکم‌تر وجود داشته باشد، گرانش با شدت بیشتری لایه متراکم بالای را می‌کشد و بنابراین هوای سرد و متراکم پایین می‌آید و هوای گرم‌تر و سبک جای آن را می‌گیرد. این باعث ایجاد جریانی در گردش می‌شود که همرفت نام دارد.
از آن‌جایی که هم‌رفت به نیروی جاذبه متکی است، در محیط‌های سقوط آزاد (لخت)، همانند ایستگاه بین‌المللی فضایی که در مدار زمین است، هم‌رفت وجود ندارد. همرفت طبیعی می‌تواند زمانی اتفاق بیفتد که در آب یا هوا بخش‌های گرم و سردی وجود داشته باشد، زیرا هم آب و هم هوا با گرم شدن چگال‌تر می‌شوند. این پدیده در اقیانوس‌ها نیز به دلیل سنگین‌تر بودن آب شور از آب شیرین رخ می‌دهد و لایه‌ای از آب شور واقع در بالای لایه آب تازه‌تر و شیرین‌تر نیز باعث همرفت می‌شود.
همرفت طبیعی به دلیل وجود در طبیعت و همچنین در کاربردهای مهندسی، مورد توجه بسیاری از پژوهشگران قرار گرفته‌است. ویژگی اصلی همه سامانه‌های آب‌وهوایی سلول‌های همرفتی طبیعی است که از بالا آمدن هوا در بالای زمین یا آب گرم‌شده توسط نور خورشید تشکیل می‌شوند. همرفت هم‌چنین در ستون هوای گرمی دیده می‌شود که از آتش، صفحات زمین، جریان‌های اقیانوسی (گردش دماشوری) و تشکیل بادهای دریایی (که همرفت رو به بالا توسط اثر کوریولیس نیز ایجاد می‌شود) پدید می‌آیند. در کاربردهای مهندسی، همرفت معمولاً در تشکیل ریزساخت‌ها هنگام خنک‌سازی فلزات مذاب، مایعات در اطراف باله‌های پراکنده گرما و حوضچه‌های خورشیدی کاربری می‌یابد. یک کاربرد صنعتی بسیار متداول همرفت طبیعی در خنک‌سازی هوای آزاد و بدون کمک فن است: این پدیده می‌تواند در مقیاس‌های کوچک (تراشه‌های رایانه) تا تجهیزات پردازشی در مقیاس بزرگ اتفاق بیفتد.

## مکانیسم
یک جسم گرم که در معرض هوای سرد قرار گرفته را در نظر بگیرید. دمای بخشی خارجی جسم در نتیجه انتقال حرارت با هوای سرد کاهش می یابد و دمای هوای مجاور جسم افزایش می یابد. در نتیجه، این جسم با یک لایه نازک از هوای گرم‌تر احاطه شده است و گرما از این لایه به لایه‌های خارجی هوا منتقل می‌شود.
دمای هوای مجاور جسم گرم بالاتر است، بنابراین چگالی آن کم‌تر است. در نتیجه هوای گرم شده بالا می‌رود. این حرکت را جریان همرفت طبیعی می‌نامند. توجه داشته باشید که در صورت عدم وجود این حرکت، انتقال حرارت فقط با هدایت صورت می‌گیرد و سرعت آن بسیار کمتر خواهد بود.

## مثال‌ها
یکی از متداول‌ترین نمونه های همرفت طبیعی، پدیده‌های نسیم دریا و خشکی است.
نسیم دریا: این پدیده در طول روز اتفاق می‌افتد. خورشید هم سطح دریا و هم زمین را گرم می کند.
نسیم خشکی: این پدیده در طول شب اتفاق می‌افتد که وضعیت برعکس می‌شود.

## پارامترها
شروع همرفت طبیعی با عدد (Ra) تعیین می شود. این عدد بدون بعد توسط فرمول زیر به دست می‌آید:
{\displaystyle {\textbf {Ra}}={\frac {\Delta \rho gL^{3}}{D\mu }}}
که در آن:
- {\displaystyle \Delta \rho } تفاوت چگالی بین دو بسته از مواد مخلوط شده است
- {\displaystyle g} شتاب جاذبه محلی است
- {\displaystyle L} مقیاس مشخصه طول همرفت است: به عنوان مثال عمق یک ظرف در حال جوش
- {\displaystyle D} نفوذ مشخصه ای است که باعث همرفت می‌شود، و
- {\displaystyle \mu } ویسکوزیته پویا است.

همرفت طبیعی با تغییر بیشتر در چگالی بین دو سیال، شتاب بیشتر به دلیل گرانشی که همرفت را به حرکت در می آورد و یا با فاصله بیشتر از طریق محیط همرفت، احتمالش بیشتر و یا سریعتر خواهد بود. همرفت با انتشار سریع‌تر (در نتیجه پخش شدن شیب ایجاد کننده همرفت) و یا سیال ویسکوزتر (چسبنده) احتمالش و یا سرعت آن کم‌تر خواهد بود.
برای همرفت حرارتی ناشی از گرم شدن از پایین، همان‌طور که در ظرف جوش بالا شرح داده شده، معادله برای انبساط حرارتی و نفوذ حرارتی اصلاح شده است. تغییرات چگالی ناشی از انبساط حرارتی این‌گونه است:
{\displaystyle \Delta \rho =\rho _{0}\beta \Delta T}
که در آن:
- {\displaystyle \rho _{0}} چگالی مرجع است ، به طور معمول چگالی متوسط انتخاب می شود.
- {\displaystyle \beta } ضریب انبساط حرارتی است.
- {\displaystyle \Delta T} اختلاف دما در محیط است.
- {\displaystyle D} به عنوان ضریب نفوذ عمومی و {\displaystyle \alpha } نفوذ حرارتی است.

{\displaystyle D=\alpha }
قرار دادن این تعویض ها یک عدد ریلی تولید می کند که می تواند برای پیش بینی همرفت حرارتی استفاده شود:
{\displaystyle {\textbf {Ra}}={\frac {\rho _{0}g\beta \Delta TL^{3}}{\alpha \mu }}}

### تلاطم
گرایش یک سیستم خاصیت همرفت طبیعی به سمت تلاطم به تعداد Grashof (Gr) بستگی دارد:
{\displaystyle Gr={\frac {g\beta \Delta TL^{3}}{\nu ^{2}}}}
در مایعات بسیار ویسکوز و چسبناک (ν بزرگ)، حرکت مایعات محدود می‌شود و همرفت طبیعی غیر متلاطم خواهد بود.
به دنبال رفتار زیرمجموعه قبلی، سرعت مایعات معمولی بسته به هندسه سیستم تا یک عامل عددی بدین صورت است:
{\displaystyle g\Delta \rho L^{2}/\mu }
بنابراین، می‌توان عدد Grashof را به عنوان عدد رینولدز با سرعت همرفت طبیعی جایگزین سرعت در فرمول عدد رینولدز دانست. اما در عمل، هنگام مراجعه به عدد رینولدز، قابل درک است که فرد در نظر گرفتن همرفت اجباری است و سرعت به عنوان سرعت دیکته شده توسط محدودیت‌های خارجی در نظر گرفته می‌شود. 

### رفتار
عدد Grashof را می‌توان برای همرفت طبیعی که به دلیل گرادیان غلظت و گاهی اوقات اصطلاحاً هم‌رفت حرارتی- حلال اتفاق می‌افتد، فرموله کرد. در این حالت، غلظت مایع گرم در مایعات سرد پخش می‌شود. دقیقاً به همان روشی که جوهر ریخته شده در یک ظرف آب پخش می‌شود تا کل فضا را رنگ کند. سپس:
{\displaystyle Gr={\frac {g\beta \Delta CL^{3}}{\nu ^{2}}}}
همرفت طبیعی به هندسه سطح گرم بسیار وابسته است و برای تعیین ضریب انتقال حرارت، هم‌بستگی‌های مختلفی وجود دارد. یک هم‌بستگی کلی که برای هندسه‌های مختلف اعمال می‌شود به این صورت است:
{\displaystyle Nu=\left[Nu_{0}^{\frac {1}{2}}+Ra^{\frac {1}{6}}\left({\frac {f_{4}\left(Pr\right)}{300}}\right)^{\frac {1}{6}}\right]^{2}}
مقدار f4 (Pr) با استفاده از فرمول زیر محاسبه می شود:
{\displaystyle f_{4}(Pr)=\left[1+\left({\frac {0.5}{Pr}}\right)^{\frac {9}{16}}\right]^{\frac {-16}{9}}}
Nu عدد Nusselt است.

## شکل‌گیری الگو
شکل‌گیری الگو همرفت، به ویژه همرفت ریلی-بنارد، جایی که سیال همرفت توسط دو صفحه افقی سفت و سخت وجود دارد، یک مثال مناسب از یک سیستم شکل دهنده الگو است.

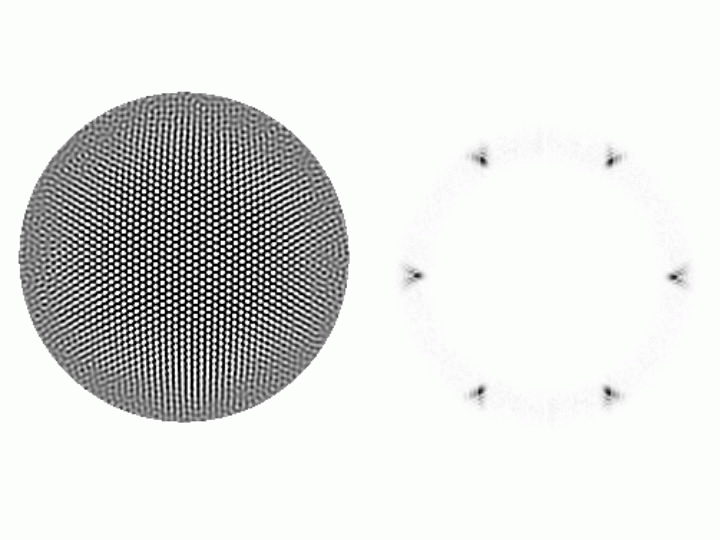
سیالی در زیر همرفت ریلی-بنارد: تصویر سمت چپ نشان‌دهنده میدان حرارتی و تصویر سمت راست تبدیل دو بعدی فوریه آن است.

هنگامی که گرما از یک جهت (معمولاً در زیر) به سیستم وارد می‌شود، در مقادیر کم، صرفاً از پایین به سمت بالا پخش می‌شود(هدایت می‌شود)، بدون این‌که جریان سیال ایجاد شود. با افزایش جریان گرما‌، بالاتر از مقدار حیاتی عدد ریلی، سیستم از حالت رسانای پایدار به حالت همرفت، جایی که حرکت عمده مایعات در اثر گرما آغاز می‌شود، دچار انشعاب می‌شود. اگر پارامترهای سیال غیر از چگالی به میزان قابل توجهی به دما وابسته نباشند، پروفیل جریان متقارن است و همان حجم سیال سقوط افزایش می‌یابد. این به همرفت Boussinesq معروف است.
همان‌طور که اختلاف دما بین بالا و پایین سیال بیشتر می‌شود، اختلافات قابل توجهی در پارامترهای سیال غیر از چگالی ممکن است به دلیل دما در سیال ایجاد شود. مثالی از این پارامترها گرانروی است، که ممکن است به طور افقی در لایه‌های مایع تغییر کند. این امر تقارن سیستم را می‌شکند و به طور کلی الگوی سیال در حال حرکت به سمت بالا و پایین را از نوارها به شش ضلعی تغییر می‌دهد، همان‌طور که در سمت راست دیده می شود. چنین شش ضلعی‌ها یکی از نمونه‌های سلول همرفت است.
همان‌طور که تعداد ریلی حتی بیش‌تر از مقدار جایی که سلول‌های همرفت برای اولین بار ظاهر می‌شوند افزایش می‌یابد، سیستم ممکن است دچار انشعابات دیگری شود و الگوهای پیچیده دیگری مانند مارپیچ نیز شروع به ظاهر شدن کند.

## همرفت گوشته
همرفت درون گوشته زمین نیروی محرک برای تکتونیک صفحه است. همرفت گوشته نتیجه گرادیان حرارتی است: گوشته تحتانی گرمتر از گوشته بالایی است و بنابراین چگالی کم‌تری دارد. این دو نوع اصلی بی ثباتی را تنظیم می کند. در نوع اول، ستون‌ها از گوشته تحتانی برخاسته و مناطق ناپایدار مربوط به لیتوسفر به داخل گوشته می‌ریزند. در نوع دوم، صفحات فرورانش اقیانوسی (که تا حد زیادی لایه مرزی حرارتی فوقانی گوشته را تشکیل می‌دهند) دوباره به داخل گوشته فرو رفته و به طرف مرز هسته گوشته به سمت پایین حرکت می‌کنند. همرفت گوشته با نرخ سانتی متر در سال اتفاق می‌افتد و تکمیل یک چرخه هم‌رفت به صدها میلیون سال زمان نیاز دارد.
اندازه گیری شار نوترینو از هسته زمین  نشان می دهد که منبع حدود دو سوم گرما در هسته داخلی، پوسیدگی رادیواکتیو 40K، اورانیوم و توریم است. این امر باعث شده‌است که زمین ساختی صفحات روی زمین بسیار طولانی‌تر از آن‌چه که اگر به سادگی توسط گرمای باقی‌مانده از شکل‌گیری زمین هدایت شود، ادامه یابد. یا با گرمای تولید شده از انرژی پتانسیل گرانشی، در نتیجه بازآرایی فیزیکی قسمت‌های متراکم داخلی زمین به سمت مرکز سیاره (به عنوان مثال، نوعی سقوط و استقرار طولانی مدت).

## همرفت آب در دمای انجماد
آب مایعی است که از تقریب بوسینسک (شناوری) پیروی نمی‌کند. دلیل این امر این است که چگالی آن با درجه حرارت غیر خطی متفاوت است، که باعث می‌شود ضریب انبساط حرارتی آن در نزدیکی دمای انجماد ناسازگار باشد. چگالی آب در 4 درجه سانتی‌گراد به حداکثر می‌رسد و با انحراف دما کاهش می‌یابد. این پدیده با آزمایش و روش های عددی بررسی می‌شود. آب در ابتدا در 10 درجه سانتی‌گراد در یک حفره مربع راکد است. بین دو دیواره عمودی، جایی که دیواره‌های چپ و راست به ترتیب در 10 درجه سانتی‌گراد و 0 درجه سانتی‌گراد نگه داشته می‌شوند، به طور متفاوت گرم می‌شود. ناهنجاری چگالی در الگوی جریان آن آشکار می‌شود. با خنک شدن آب در دیواره سمت راست‌، چگالی افزایش می‌یابد که باعث تسریع جریان به سمت پایین می‌شود. با رشد جریان و خنک شدن بیش‌تر آب ، کاهش چگالی باعث ایجاد جریان گردش مجدد در گوشه پایین سمت راست حفره می‌شود.
مورد دیگر این پدیده رویداد خنک سازی فوق‌العاده است، جایی که آب به دمای زیر انجماد خنک می‌شود اما بلافاصله شروع به یخ زدن نمی‌کند. تحت همان شرایط قبلی، جریان ایجاد می‌شود. پس از آن، درجه حرارت دیواره راست تا 10- درجه سانتی‌گراد کاهش می‌یابد. این باعث می شود که آب موجود در آن دیواره فوق‌العاده سرد شود، جریان خلاف جهت عقربه‌های ساعت ایجاد شده و در ابتدا جریان گرم را تحت فشار قرار دهد. این توده به دلیل تاخیر در هسته یخ ایجاد می‌شود. هنگامی که یخ شروع به تشکیل می‌کند، جریان به الگویی مشابه قبل برمی‌گردد و انجماد به تدریج گسترش می‌یابد تا زمانی که جریان دوباره توسعه یابد.